# Матвеев, Николай Пантелеевич
Николай Пантелеевич Матвеев (1913—2001) — капитан Рабоче-крестьянской Красной Армии, участник Великой Отечественной войны, Герой Советского Союза (1944).

## Биография
Николай Матвеев родился 23 декабря 1913 года в деревне Асеева (ныне — Болховский район Орловской области). Окончил семь классов школы, учился в свиноводческом техникуме. В 1935—1936 годах служил в Рабоче-крестьянской Красной Армии. Демобилизовавшись, проживал в Мариуполе, работал на заводе «Азовсталь». В 1939 году Матвеев повторно был призван в армию. В 1941 году он окончил Орджоникидзевское пехотное училище. С того же года — на фронтах Великой Отечественной войны.
К марту 1944 года старший лейтенант Николай Матвеев командовал мотострелковым батальоном 2-й механизированной бригады 5-го механизированного корпуса 6-й танковой армии 2-го Украинского фронта. Отличился во время форсирования Днестра. В ночь с 19 на 20 марта 1944 года батальон Матвеева в числе первых переправился через Днестр в районе Могилёва-Подольского и захватил плацдарм на его западном берегу, после чего удержал его до переправы основных сил.
Указом Президиума Верховного Совета СССР от 13 сентября 1944 года за «мужество и героизм, проявленные в боях» старший лейтенант Николай Матвеев был удостоен высокого звания Героя Советского Союза с вручением ордена Ленина и медали «Золотая Звезда» за номером 4394.
После окончания войны в звании капитана Матвеев был уволен в запас. Проживал и работал в Тернополе.
Скончался в 2001 году, похоронен на Микулинецком кладбище Тернополя.
Был также награждён орденами Александра Невского, Отечественной войны 1-й и 2-й степеней, рядом медалей, а также украинским орденом Богдана Хмельницкого III степени (5.05.1999).